# Priolepis cyanocephala
Priolepis cyanocephala är en fiskart som beskrevs av Douglass Fielding Hoese och Helen K. Larson 2010. Priolepis cyanocephala ingår i släktet Priolepis och familjen smörbultsfiskar. Inga underarter finns listade i Catalogue of Life.